# Opel Blitz 3,6
L’Opel Blitz 3,6 est un camion d’une charge utile de 3 tonnes d’Adam Opel AG. Le véhicule du programme de camions «Blitz» a été produit pour la Wehrmacht dans l’usine Opel de Brandebourg jusqu’en août 1944, puis dans l’usine Daimler-Benz de Mannheim jusqu’à la fin de la guerre.

## Contexte
Pendant la Première Guerre mondiale, Opel était un important constructeur de véhicules militaires en Allemagne. Après la guerre, l’entreprise accorda moins d’attention à la question des véhicules militaires. L’entreprise est devenue une partie de la société américaine General Motors (GM) en 1929.
L’orientation de l’entreprise, et probablement aussi la situation de propriété, signifiaient qu’Opel, comme Ford, n’était pas impliqué dans les premiers projets de motorisation de la Reichswehr. Les succès remportés dans le domaine de la production de véhicules civils de tourisme et de véhicules utilitaires légers signifiaient également que l’entreprise ne voyait aucune nécessité économique de solliciter des commandes dans le cadre des appels d’offres de l’Heereswaffenamt.

## Début de l’utilisation militaire
Après la Machtergreifung des nationaux-socialistes en 1933, un réarmement systématique et une expansion massive des effectifs militaires commencèrent dans le Reich allemand. Dans ce contexte, il a été constaté que les camions introduits jusqu’alors et fabriqués spécifiquement pour la Wehrmacht étaient, d’une part, trop chers pour une production à grande échelle et, d’autre part, leurs fabricants ne pouvaient pas livrer les quantités désormais nécessaires à la motorisation de l’armée dans les délais prévus et requis. C’est pour cette raison qu’à partir de 1937, les véhicules utilitaires développés à des fins civiles furent de plus en plus achetés par les services d’achat de la Wehrmacht.
Depuis 1930, Opel construit avec succès à Rüsselsheim des camions légers avec des charges utiles allant jusqu’à 3 tonnes sous la marque populaire «Opel Blitz». En 1936, Adam Opel AG a présenté le nouveau Opel Blitz 3,5-36 S. Un camion qui répondait à tous les besoins et exigences désormais définis par le ministère des Transports du Reich ainsi que la Wehrmacht. De plus, ce n’est qu’en 1935 qu’une nouvelle usine fut construite à Brandebourg-sur-la-Havel pour la production de ce véhicule, avec une capacité de production de 150 véhicules par jour. Cela lui a donné le potentiel de devenir le principal fournisseur des forces armées allemandes dans la catégorie des camions de 3 tonnes.
Après que de petites quantités de modèles civils aient été initialement achetées par la Wehrmacht à Opel, ceux-ci comprenaient des véhicules médicaux basés sur un véhicule de 2 tonnes de 1931 et des camions légers à plateau dans les catégories de 2 tonnes à 2,5 tonnes de 1935, l’approvisionnement systématique a commencé mi-1937 avec l’Opel présenté en mai 1936, le Blitz de 3 tonnes type 3,6-36 S. Deux versions de ce type de véhicule ont été initialement introduites.

### Version 1: véhicule de transport de personnel
La première version des véhicules produits en série a été utilisé pour initialement équiper les nouvelles unités d’infanterie motorisées. À cet effet, le véhicule était équipé de parois latérales élevées dans la zone de chargement, de chaque côté desquelles un banc s’étendait le long de l’axe du véhicule. Afin de pouvoir monter et descendre rapidement du véhicule via le volet arrière doté d’une marche, le passage de roue arrière était encastré dans la zone de chargement. Ces véhicules sont reconnaissables de l’extérieur par un rail de passage monté sur le côté de la carrosserie, au-dessus des passages de roue, et par l’aile arrière intégrée dans la carrosserie latérale. Les images connues montrent une largeur de carrosserie différente ou des ailes arrière montées différemment.

### Version 2: camions plateaux
La deuxième version, déjà largement utilisé avant le début de la Seconde Guerre mondiale, était un camion à plateau simple et classique. Dans cette version, la zone de chargement de la carrosserie pouvait être laissée au-dessus du passage de roue, ce qui était plus avantageux pour le transport de matériel et correspondait aux véhicules civils. Doté de parois latérales hautes, le bord supérieur de la zone de chargement se trouvait au-dessus de la cabine du conducteur. Cependant, contrairement à la version véhicule de transport de troupes, les parois latérales pouvaient également être rabattues sur le côté. Cependant, avec des planches de sièges et des bâches avec fenêtres en plastique disposées dans le sens de la marche, cette version a également été utilisée, en plus des tâches habituelles, comme véhicule de ravitaillement pour le transport du personnel.

## Pendant la Seconde Guerre mondiale
Après le début de la Seconde Guerre mondiale, le Blitz 3,6-36 S (3,6 = cylindrée, 36 = empattement en décimètre, S = transmission Standard) de 3 tonnes est finalement devenu le camion le plus utilisé de la Wehrmacht, même si à l’origine, des véhicules civils étaient également utilisés par réquisition après le début de la guerre.
Le 1er janvier 1940, tous les constructeurs de camions allemands - y compris Opel en tant que filiale allemande du groupe américain General Motors - furent chargés de se concentrer sur la production de camions standards avec une charge utile de 3 t au lieu de se concentrer sur la grande variété de types comme auparavant, car grâce à la standardisation et à la simplification, les ressources importantes pour l’effort de guerre étaient utilisées plus efficacement et grâce à la standardisation des pièces de rechange, l’approvisionnement et la réparation étaient simplifiés, en particulier pour les troupes au front.
En octobre 1940, lorsque la production de toutes les voitures civiles fut arrêtée en raison de la guerre, Adam Opel AG reçut l’ordre d’entièrement concentrer sa production sur la production de camions et d’autres armements. L’«Opel Blitz 3,6» correspondait presque parfaitement à ce profil d’exigence.

### Version 3: structure de la plateforme simplifiée
En 1941, les premières mesures de rationalisation sont mises en œuvre dans la production de l’Opel Blitz. Cela comprenait une plate-forme avec une hauteur de construction inférieure et des extensions de parois latérales pouvant être fixées sur les côtés.

## Variantes

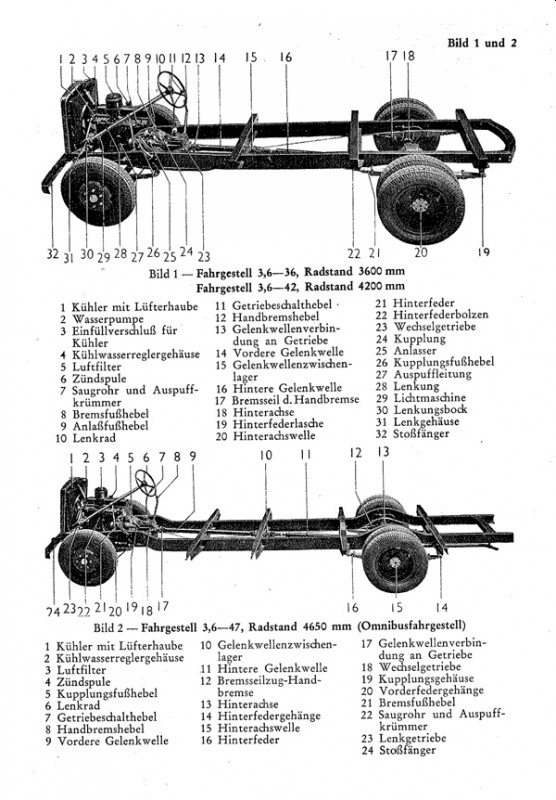
Ensembles D 669-19 pour le camion Opel de 3 t

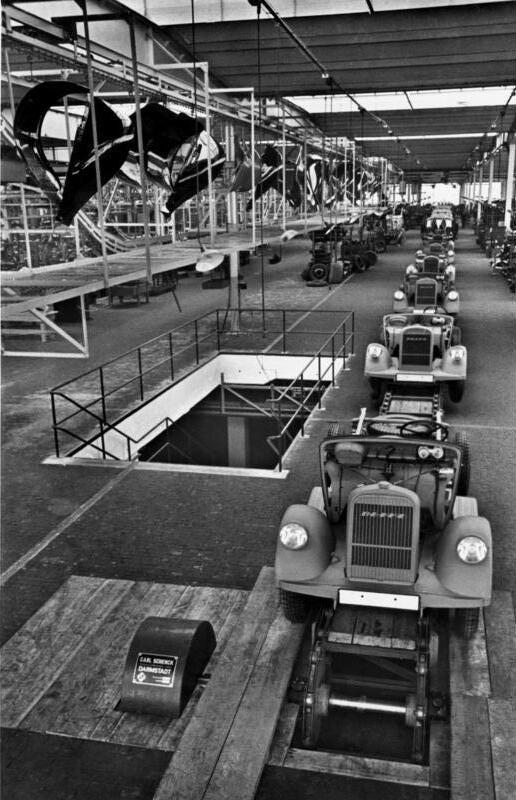
Assemblage du camion «Blitz» 3,5 (camion de 2 ou 2,5 tonnes avec calandre plate) dans la nouvelle usine de camions d’Opel à Brandebourg-sur-la-Havel, 1936

Jusqu’en 1937, les plus gros camions d’Opel (Blitz 3,5) étaient propulsés par le moteur essence six cylindres à commande latérale de GM du modèle Buick Marquette, il avait une cylindrée de 3,5 litres et produisait 68 ch. Un nouveau moteur six cylindres à soupapes en tête de l’Opel Admiral a ensuite été utilisé, il avait une cylindrée de 3,6 litres et produisait 75 ch. Pour une courbe de couple plus favorable en usage militaire, ce moteur a été limité à 68 ch. Le Blitz 3,6-42 S avait un empattement plus long de 4,2 mètres. À partir de juillet 1940, le Blitz 3,6-6700 A à transmission intégrale entra en production. Les modèles étaient fournis avec différentes carrosseries (plate-forme avec/sans bâche, fourgon, bus). Les camions civils étaient généralement équipés de «gazogènes à bois»; La rare essence automobile (carburant) était réservée aux militaires. La carrosserie et la superstructure des véhicules furent constamment simplifiées à mesure que les matières premières devenaient de plus en plus rares; Des ailes plus plates ont été utilisées et une «cabine standard» en bois a été utilisée pour le «Blitz» L 701 fabriqué sous licence par Daimler-Benz.
Les Blitz 3,5/3,6, quant à eux, étaient fabriqués dans l’usine Opel de Brandebourg. L’usine, qui a été nouvellement construite en 1935 spécifiquement pour la production de camions, importante pour l’effort de guerre, a atteint son maximum de production de 2 600 unités en juillet 1944; Cependant, le 6 août 1944, l’usine fut si durement touchée par un raid aérien de la Royal Air Force que la production de camions s’arrêta et ne reprit pas.

### Mercedes L 701
Daimler-Benz a récemment reçu l’ordre de cesser de produire son propre Mercedes-Benz L 3000 et de produire à la place l’Opel Blitz 3,6 sous licence. Daimler-Benz a fabriqué 3 500 camions supplémentaires à l’usine de Mannheim jusqu’à ce que les bombardements y arrêtent la production. Après la fin de la guerre, Daimler-Benz a continué à construire le camion à Mannheim de juin 1945 à juin 1949 sous le nom de L 701 sans aucune désignation de fabricant. La production chez Borgward fut empêchée par le raid aérien allié sur l’usine de Brême-Sebaldsbrück le 12 octobre 1944.
Un véhicule civil de ce type doté d’un carburateur à bois est exposé au Musée automobile et technologique de Sinsheim.

## Opel Blitz type 2,5-32 à usage militaire
Le Blitz 2,5-32 avec un empattement de 3,2 mètres et une charge utile de 1,5 tonne était également plus répandu et a été produit de 1938 à 1942 à l’usine de Rüsselsheim en utilisant le moteur de 2,5 litres et 55 ch de l’Opel Super 6 et de l’Opel Kapitän.

## Mission
L’Opel Blitz S sans transmission intégrale a été classé par la Wehrmacht comme camion tout-terrain en raison de sa bonne maniabilité. Les véhicules se sont révélés extrêmement faibles, avaient un excellent rapport poids/charge utile et répondaient parfaitement aux conditions de guerre en Europe occidentale.
En Europe de l’Est, le réseau routier peu développé et, surtout, les longues périodes boueuses (распу́тица «Raspoutitsa» en russe - littéralement manque de sentiers) au printemps et en automne constituaient un défi majeur, même pour les Blitz A à transmission intégrale et leurs chauffeurs. Outre Klöckner-Deutz et Ford, l’usine Opel de Brandebourg a construit à partir de 1943 un «camion semi-chenillé de 2 t». Les véhicules semi-chenillés (Blitz S avec entraînement à chenilles au lieu d’un essieu arrière) étaient également appelés «Maultier» par les habitants.

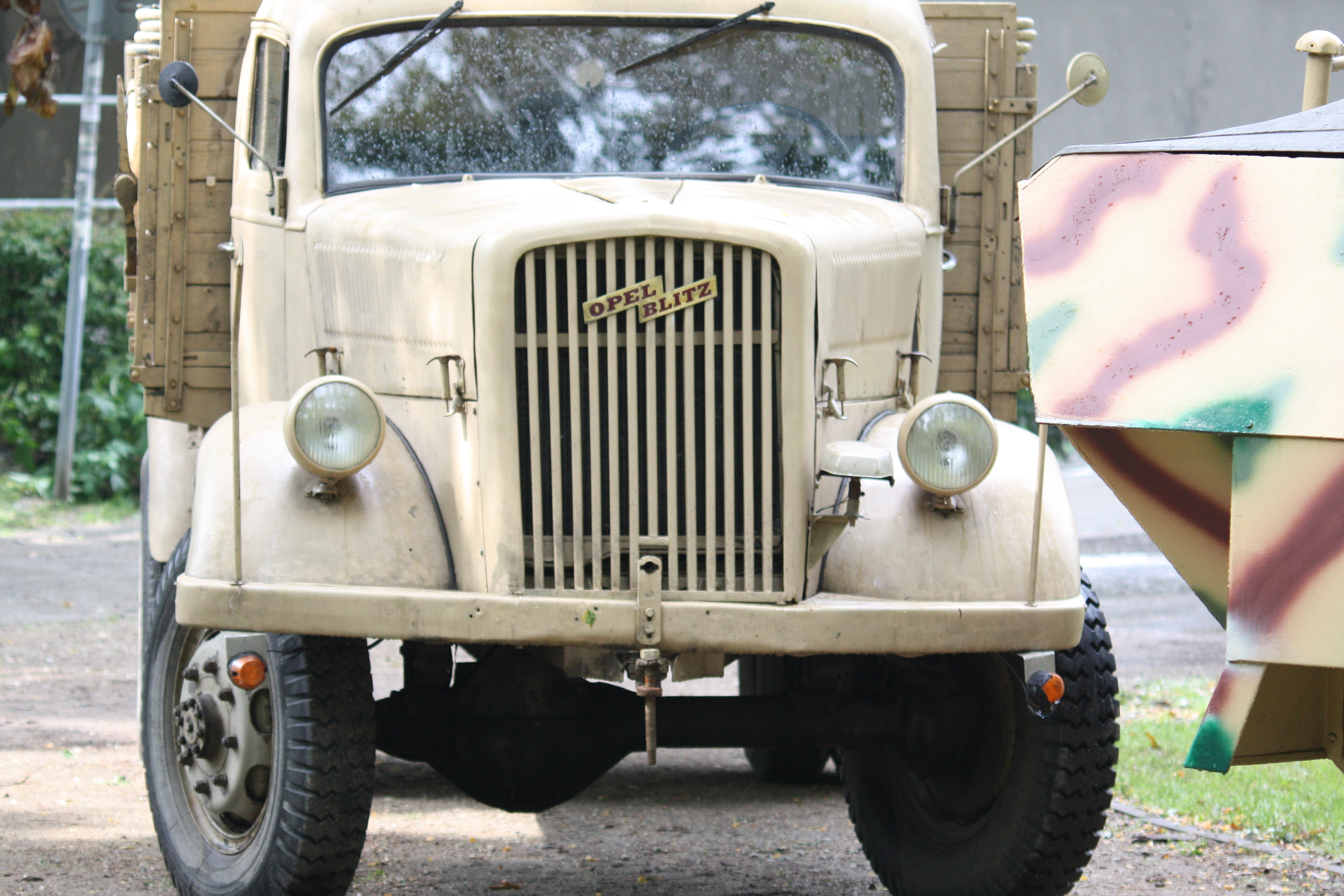
Opel Blitz A (transmission intégrale) avec l’emblème typique et un phare Notek à droite de la calandre
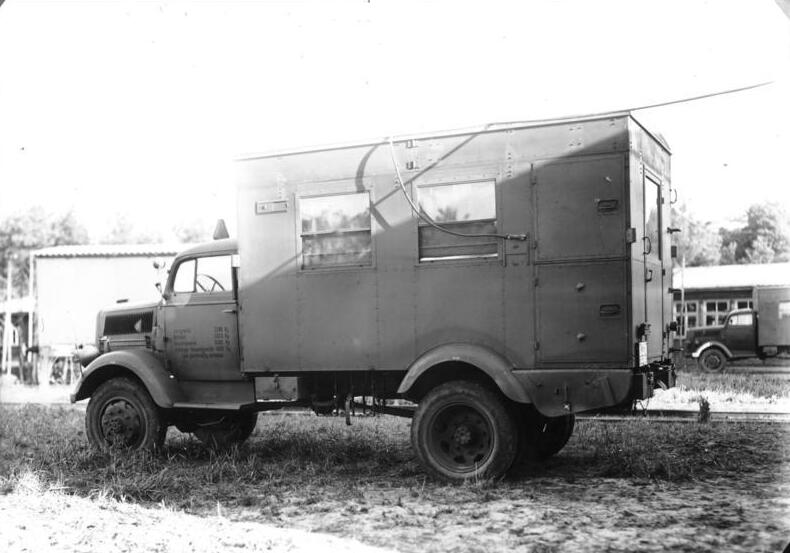
Fourgon à traction intégrale (véhicule de mesure/d’essai) à la HVA Peenemünde, 1943
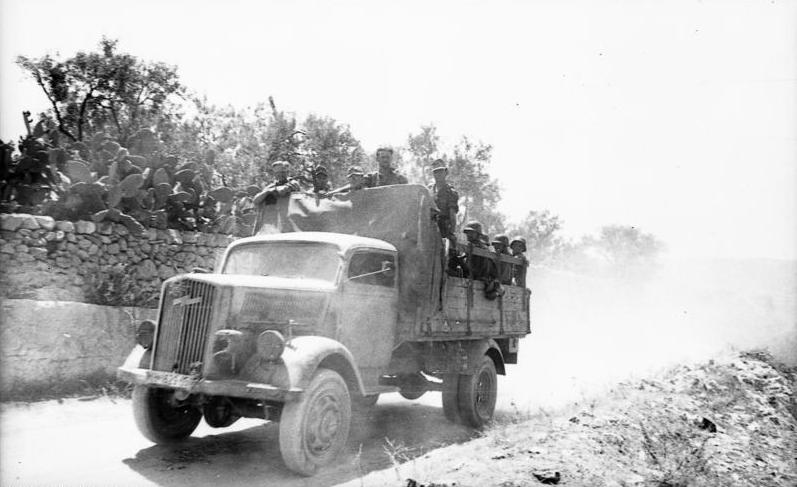
Camion à plateau à quatre roues utilisé dans le sud de l’Italie, 1944
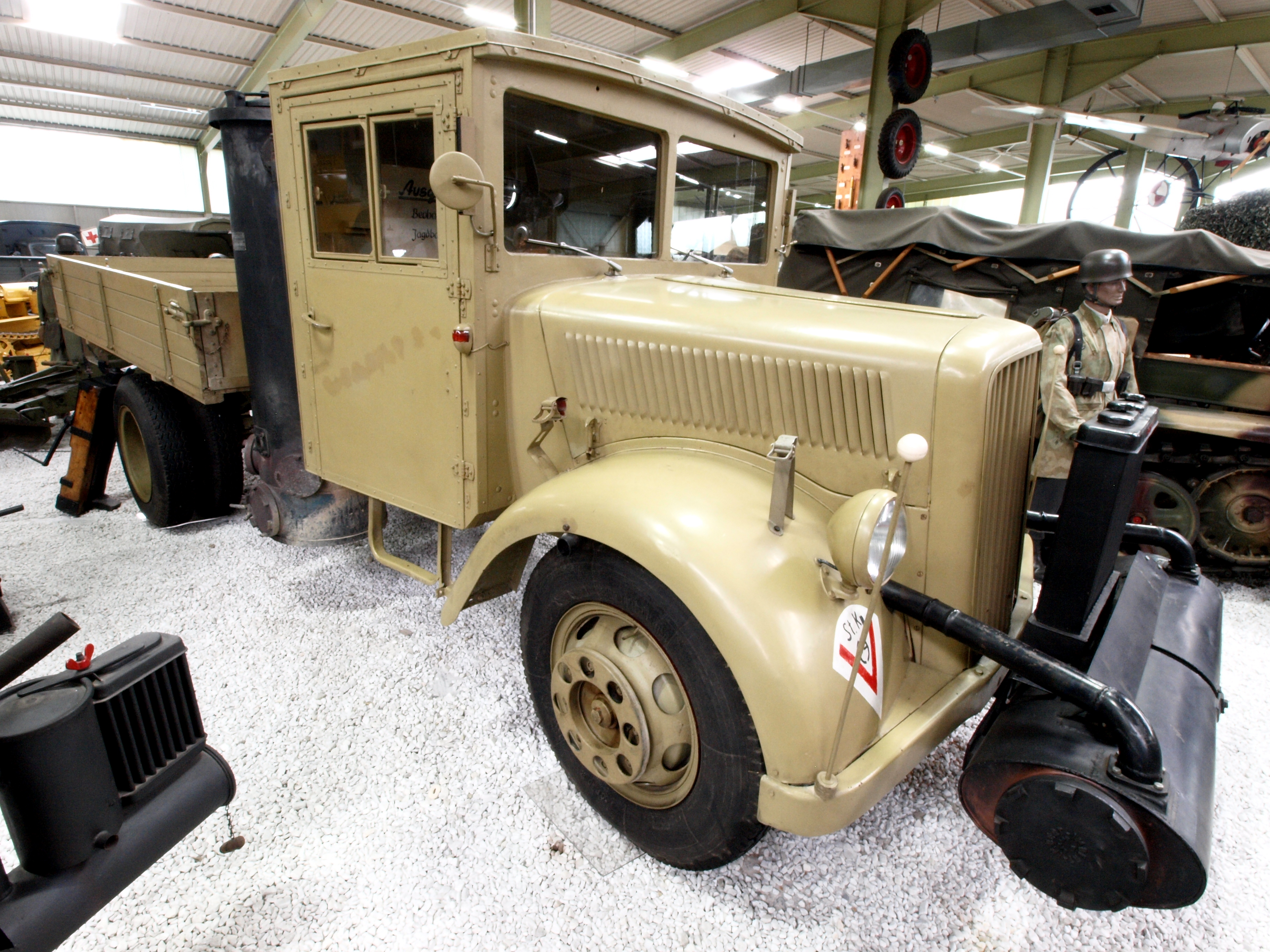
Opel Blitz 3,6 S avec cabine standard en bois et gaz de bois au Musée automobile et technologique de Sinsheim
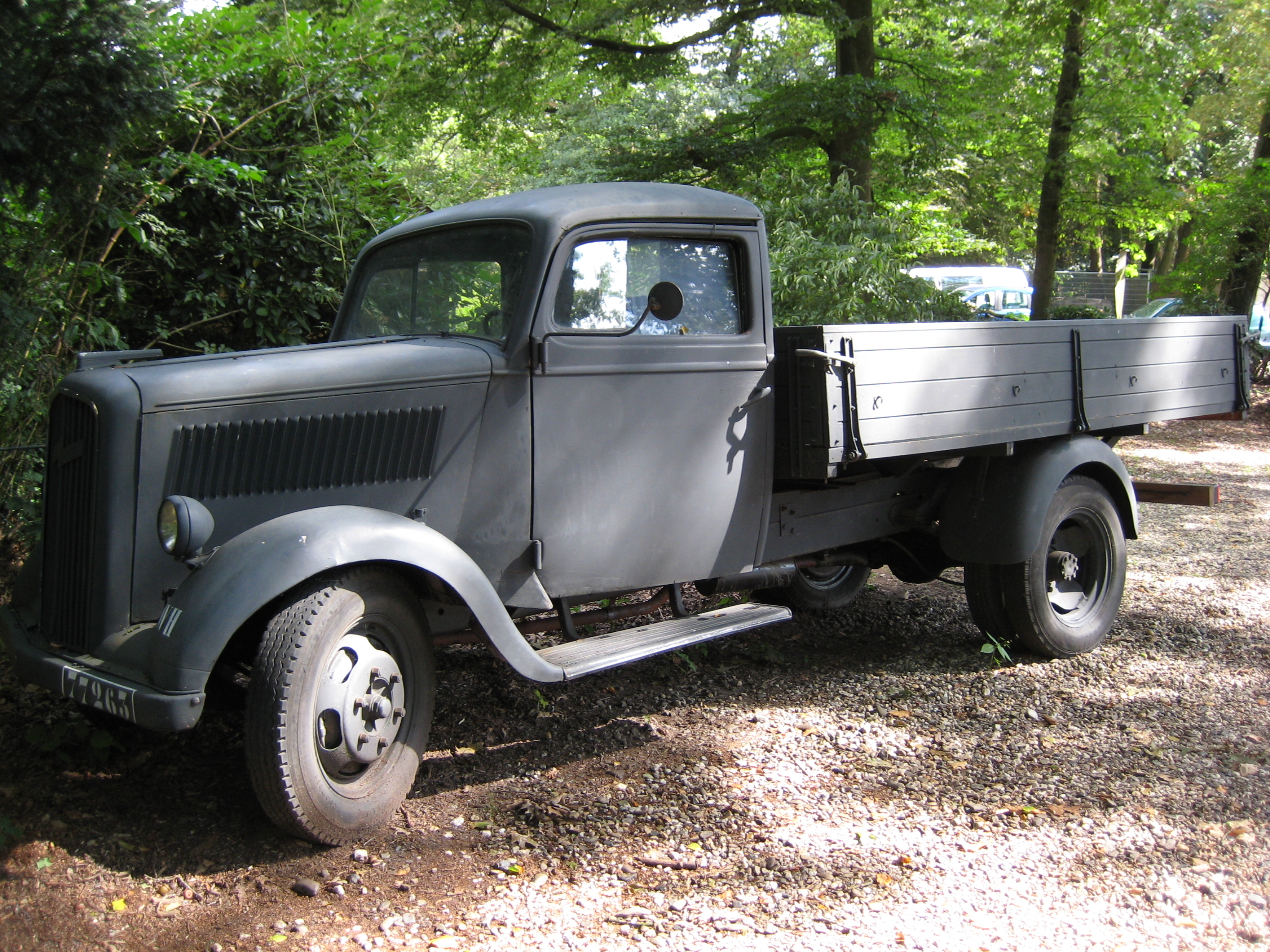
Blitz 2,5-32 (charge utile de 1,5 tonne) au Musée Airborne Hartenstein
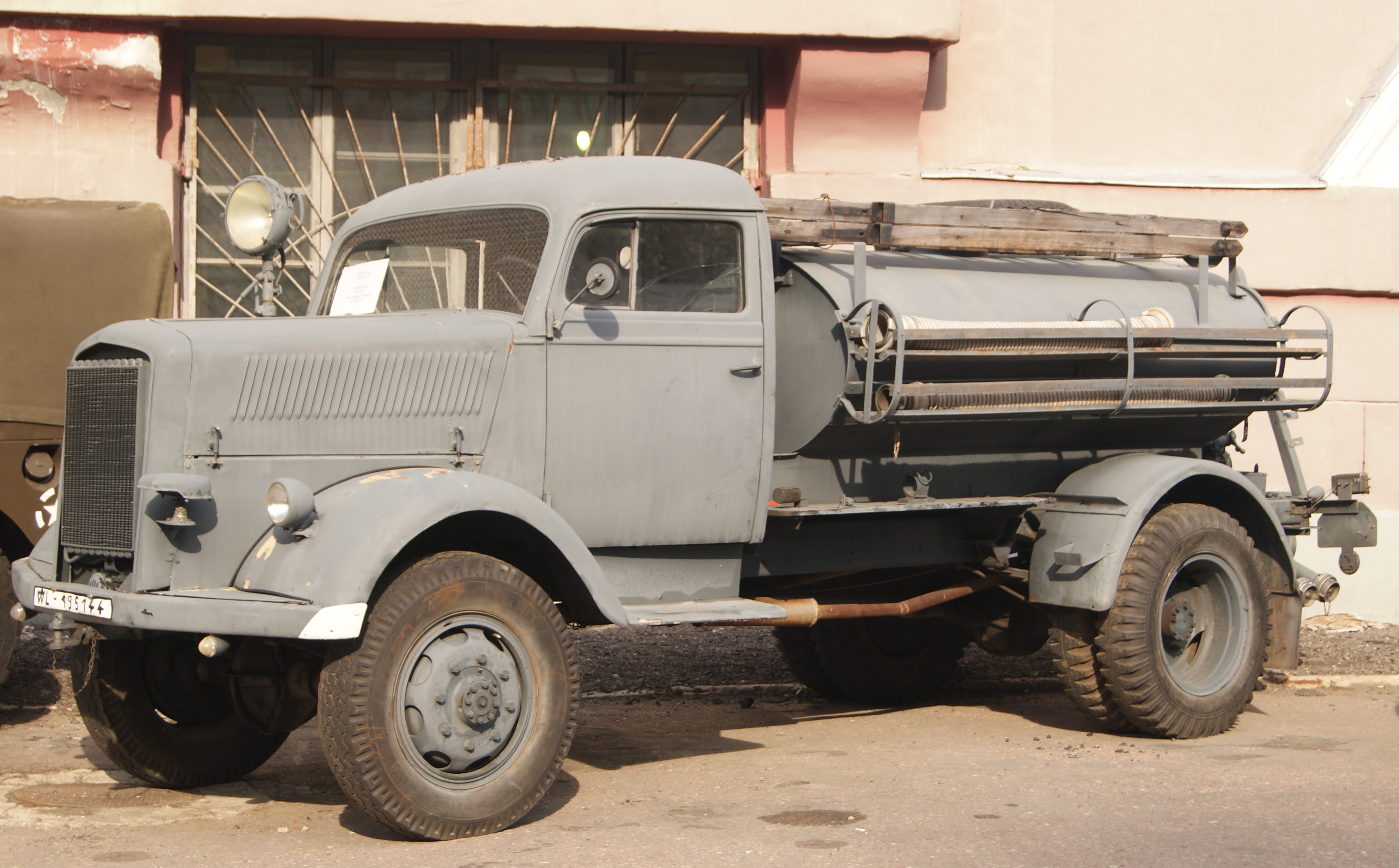
Blitz camion de pompiers pour char (TLF 15/43) de la Luftwaffe au Musée de la voiture rétro de Moscou
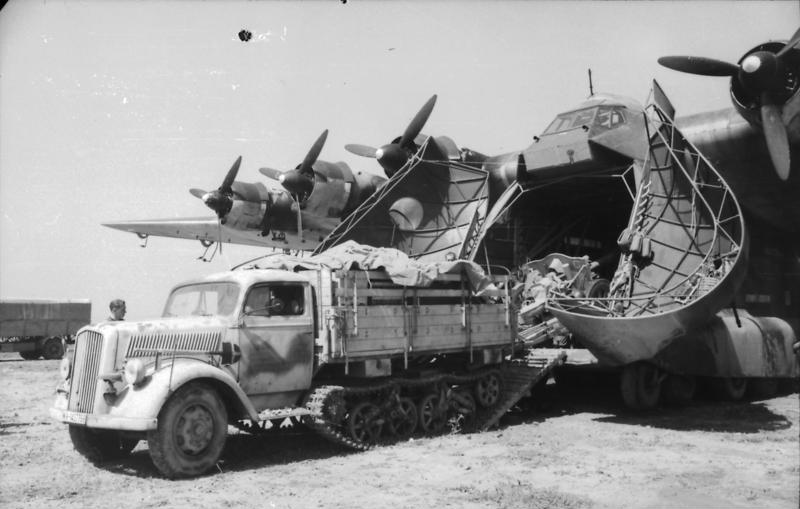
Déchargement d’un Opel «Maultier» depuis un avion de transport Me 323

## Chiffres de production
| Type                                                     | Nombre d’unités |
| -------------------------------------------------------- | --------------- |
| Opel Blitz 1,5 t (Type 35)                               | 16 410          |
| Opel Blitz 3 t (Type 36)                                 | 82 356          |
| Opel Blitz 3 t (Type 42)                                 | 14 122          |
| Opel Blitz 3 t (Type 47, avec châssis surbaissé/bus)     | 8 336           |
| Opel Blitz 3 t (Type 6700A, avec transmission intégrale) | 24 981          |
| Opel Blitz 2 t Maultier                                  | 3 450           |
| Opel Blitz 2 t                                           | 251             |
| Panzerwerfer 42 de 15 cm sur base d'Opel Blitz           | 296             |

2 900 bus ont également été livrés, fabriqués par la société Gebr. Ludewig à Essen de 1939 à 1944.